# Pic Timber
Pour les articles homonymes, voir Timber.
Le pic Timber est un sommet situé dans la chaîne du Prince-Albert en Antarctique. Il domine le glacier Priestley au nord.
Il a été nommé par la New Zealand Geological Survey Antarctic Expedition au cours de ses travaux durant la saison 1962-1963 en raison des branches d'arbre pétrifiées retrouvées dans des dépôts de grès sur ses pentes.